# Englwarting
Englwarting ist ein Ortsteil von Brunnthal im oberbayerischen Landkreis München. 

## Geographie
Die Einöde liegt circa einen Kilometer nordwestlich von Brunnthal.

## Geschichte
Ein „Hof des Engilward“ taucht im Jahre 1289 als Besitzgut des Klosters Benediktbeuern in einer Urkunde auf. Im Jahr 1291 gibt ein Ritter von Sachsenhausen eine Hube von Englwarting dem Kloster Benediktbeuern.